# كورتيس فولكس
كورتيس فولكس (بالإنجليزية: Curtis Fowlkes)‏ هو عازف جاز أمريكي، ولد في 19 مارس 1951 في نيويورك في الولايات المتحدة.

## وصلات خارجية
- كورتيس فولكس على موقع ميوزك برينز (الإنجليزية)
- كورتيس فولكس على موقع أول ميوزيك (الإنجليزية)
- كورتيس فولكس على موقع ديسكوغز (الإنجليزية)